# Dypterygia pinastri
Dypterygia pinastri là một loài bướm đêm trong họ Noctuidae.